# 112 Herculis
112 Herculis är en dubbelstjärna i Herkules stjärnbild.
Stjärnan har visuell magnitud +5,39 och är synlig för blotta ögat vid någorlunda god seeing. Den befinner sig på ett avstånd av ungefär 405 ljusår.